# David Ngetich (1972)
David Ngetich (12 mei 1972) is een Keniaanse langeafstandsloper, die gespecialiseerd is in de marathon. Hij geniet in Nederland met name bekendheid wegens zijn overwinning op de marathon van Eindhoven in 1999. Hiernaast won hij dat jaar ook de marathon van Hamburg en de Marathon van São Paulo in 2000. In 2001 eindigde hij op een tweede plaats bij de marathon van Praag.

## Persoonlijke records
| Onderdeel | Prestatie | Datum           | Plaats    |
| --------- | --------- | --------------- | --------- |
| marathon  | 2:09.24   | 10 oktober 1999 | Eindhoven |

## Palmares

### 10.000 m
- 1996: 6e WK junioren in Sydney - 28.39,79

### 15 km
- 1998:  Haagse Beemden Loop - 44.22
- 2005: 4e Carrera Popular Hoz del Huecar in Cuenca - 47.02

### 10 Eng. mijl
- 1998:  Diecimiglia del Garda - 47.53

### halve marathon
- 1998: 4e Paderborner Osterlauf - 1:05.39
- 1999: 4e halve marathon van Egmond - 1:02.49
- 2005:  halve marathon van Pamplona - 1:04.34
- 2005:  halve marathon van Avila - 1:07.13
- 2008: 4e halve marathon van Newport Beach - 1:07.50
- 2008: 4e halve marathon van Carlsbad - 1:05.45

### marathon
- 1999:  marathon van Hamburg - 2:10.05
- 1999:  marathon van Eindhoven - 2:09.24
- 2000:  marathon van Ferrara - 2:13.57
- 2000:  Marathon van São Paulo - 2:15.21
- 2000: 6e marathon van Venetië - 2:12.02
- 2001: 7e marathon van Napels - 2:19.43
- 2001:  marathon van Praag - 2:10.19
- 2002:  marathon van Napels - 2:14.44
- 2004: 8e marathon van Los Angeles - 2:16.21
- 2004: 28e marathon van Nairobi - 2:21.31
- 2006: 5e marathon van Hannover - 2:28.39
- 2007: 11e marathon van Dallas - 2:31.28
- 2008: 8e marathon van Jacksonville Beach - 2:40.15